# Gitte
Gitte er et pigenavn og er en kortform af Birgitte. Navnet findes i flere varianter, f.eks. Gitta, Gita, Githa, Ghita og Githe.

## Kendte personer med navnet
- Gitte Lillelund Bech, dansk politiker.
- Gitte Hænning, dansk sanger.
- Gitte Madsen, dansk tv-producer og livsstilsekspert.
- Gitte Naur, dansk sanger.
- Ghita Nørby, dansk skuespiller.
- Gitte Reingaard, dansk skuespiller.
- Gitte Seeberg, dansk politiker.
- Gitta-Maria Sjöberg, svensk operasanger.

## Navnet anvendt i fiktion
- Gittes monologer er en (prosa)digtsamling af Per Højholt.

## Andre betydninger
- Bhagavad Gita (også stavet Bhagavadgita) er et hinduistisk digt udformet som en tilføjelse til digteposet Mahabharata.